# Bobigny
Bobigny [bɔbiɲi] ist eine französische Stadt und Gemeinde mit 55.270 Einwohnern (Stand 1. Januar 2022) im Département Seine-Saint-Denis, dessen Hauptstadt sie ist. Sie liegt ca. 5 km nordöstlich der Hauptstadt Paris. Ihre Einwohner nennen sich Balbyniens.

## Geschichte
Eine gallische Besiedlung der Gegend ist seit dem vierten Jahrhundert v. Chr. ist durch die Nekropole von Bobigny nachgewiesen. Der Name der Stadt kommt von Balbinius, einem römischen General, der eine Siedlung im damaligen Wald von Bondy gründete.
Ende des 19. Jahrhunderts setzte die Industrialisierung ein, die die Kommune zu einer Hochburg der Arbeiterbewegung machte: Seit 1919 stellten – mit Ausnahme der Jahre der Besatzung im Zweiten Weltkrieg – die Kommunisten hier den Bürgermeister, bis 2014 ein Kandidat der bürgerlich-liberalen UDI gewählt wurde. Diesem folgte 2020 Abdel Sadi, der der kommunistischen Partei nahesteht. Ebenfalls war Bobigny schon früh eine Hochburg der Einwanderer aus den französischen Kolonien bzw. Überseegebieten in der Karibik, dem Maghreb und Subsahara-Afrika. 1935 wurde hier ein Krankenhaus zur Versorgung der in der Hauptstadtregion lebenden Muslime gegründet, das bis heute besteht und den Namen Hôpital Avicenne trägt.
Bobigny wird als Vorreiter der Ideen einer Bürgerkommune angesehen.

## Verkehr

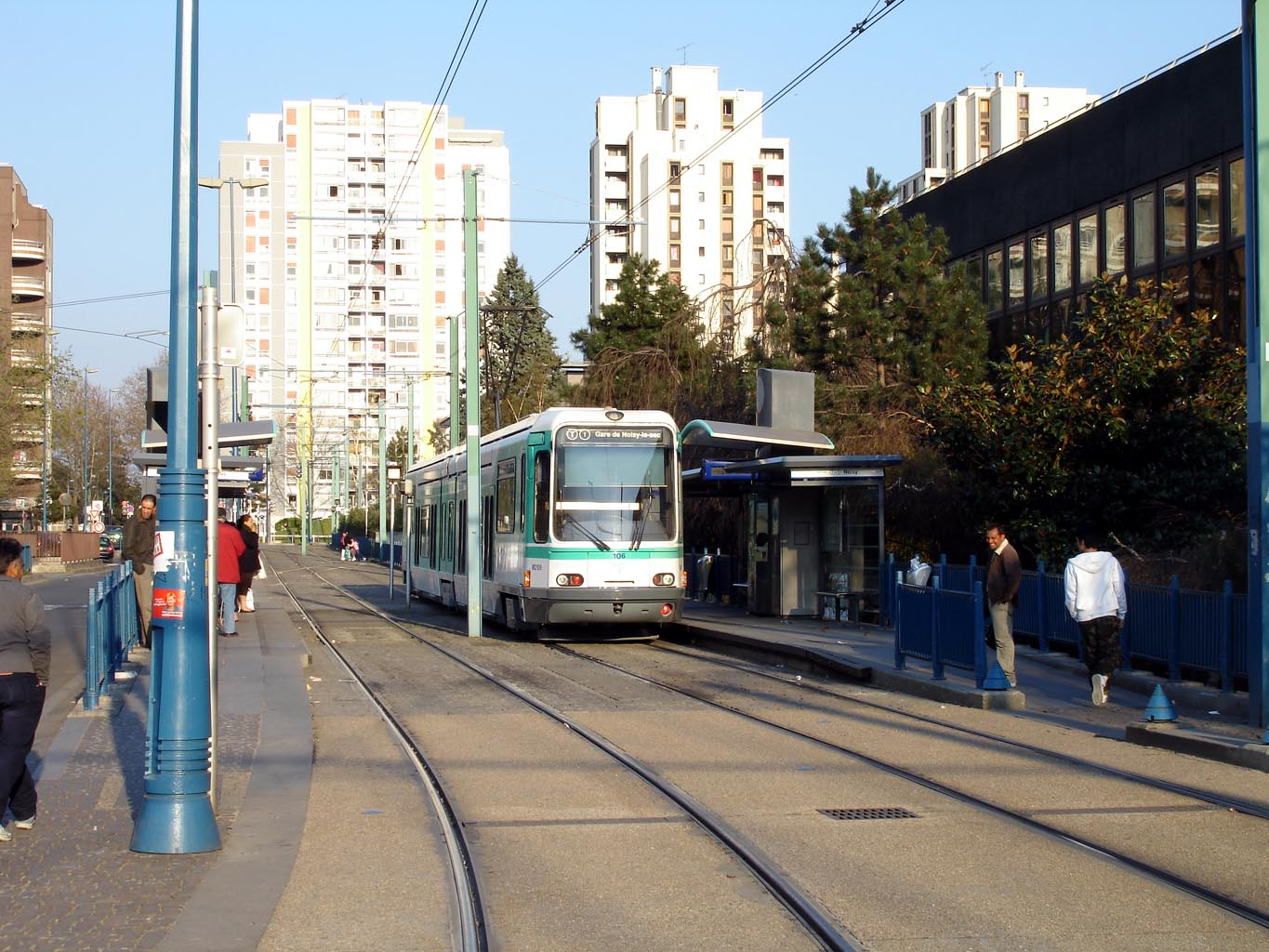
Zug der Straßenbahnlinie T1 an der Station Pablo Picasso

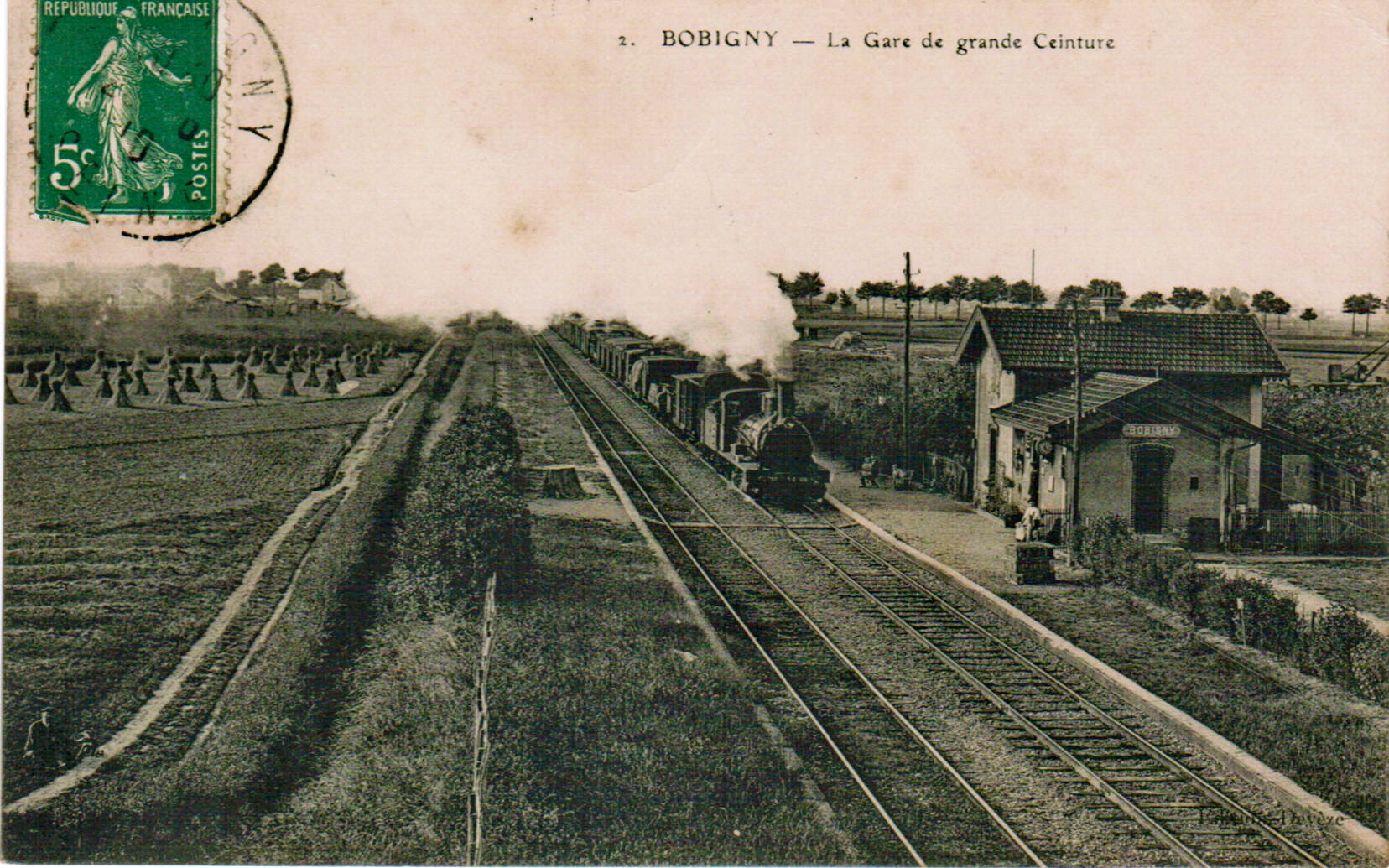
Haltestelle Bobigny (um 1910)

Bobigny hat einen Bahnhof an der Ligne de la grande ceinture de Paris, wo am 2. Januar 1882 zunächst eine Haltestelle eröffnet wurde. Im Zuge des Baus der Zweigstrecke nach Sucy-Bonneuil wurde diese 1928 aufgegeben und 1932 der neue Bahnhof eröffnet. Dessen Personenverkehr endete jedoch bereits im Jahr 1939. In den Jahren 1943/44 wurde er von den deutschen Besatzern als Ausgangspunkt für Deportationszüge aus dem Sammellager Drancy in das Vernichtungslager Auschwitz-Birkenau genutzt.
In der Station Bobigny – Pablo Picasso endet seit 1985 die Linie 5 der Métro Paris. Ebenfalls auf Gemeindegebiet liegt deren vorletzte Station Bobigny – Pantin – Raymond Queneau. 1992 wurde der Ort von der Straßenbahnlinie T1 erreicht, die auf der ersten nach dem Zweiten Weltkrieg im Großraum Paris in Betrieb genommenen Straßenbahnstrecke verkehrt. In Bobigny – Pablo Picasso hat sie Anschluss an die Métrolinie 5.
Durch Bobigny verläuft die Autobahn A 86 („Super-périphérique“), die dort zwei Anschlussstellen hat. Hauptachse in Richtung Paris ist die Departementsstraße D 115 zur Porte de Pantin.

## Sehenswürdigkeiten
Siehe auch: Liste der Monuments historiques in Bobigny
- Archäologische Ausgrabungen bei La Vache à l’aise: Nekropole aus der Zeit von ca. 350 v. Chr. bis 110 n. Chr. mit 521 Gräbern
- Das Bahnhofsgelände der SNCF – Gare de Bobigny (Grande Ceinture) – (außer Betrieb; Ort der Judendeportationen, 21 Zugtransporte der Gefangenen aus Drancy begannen dort) steht unter Denkmalschutz und beherbergt seit dem 18. Juli 2023 das Mémorial de l'Ancienne Gare de Déportation.[3]

Fotos vom Mémorial de l'Ancienne Gare de Déportation
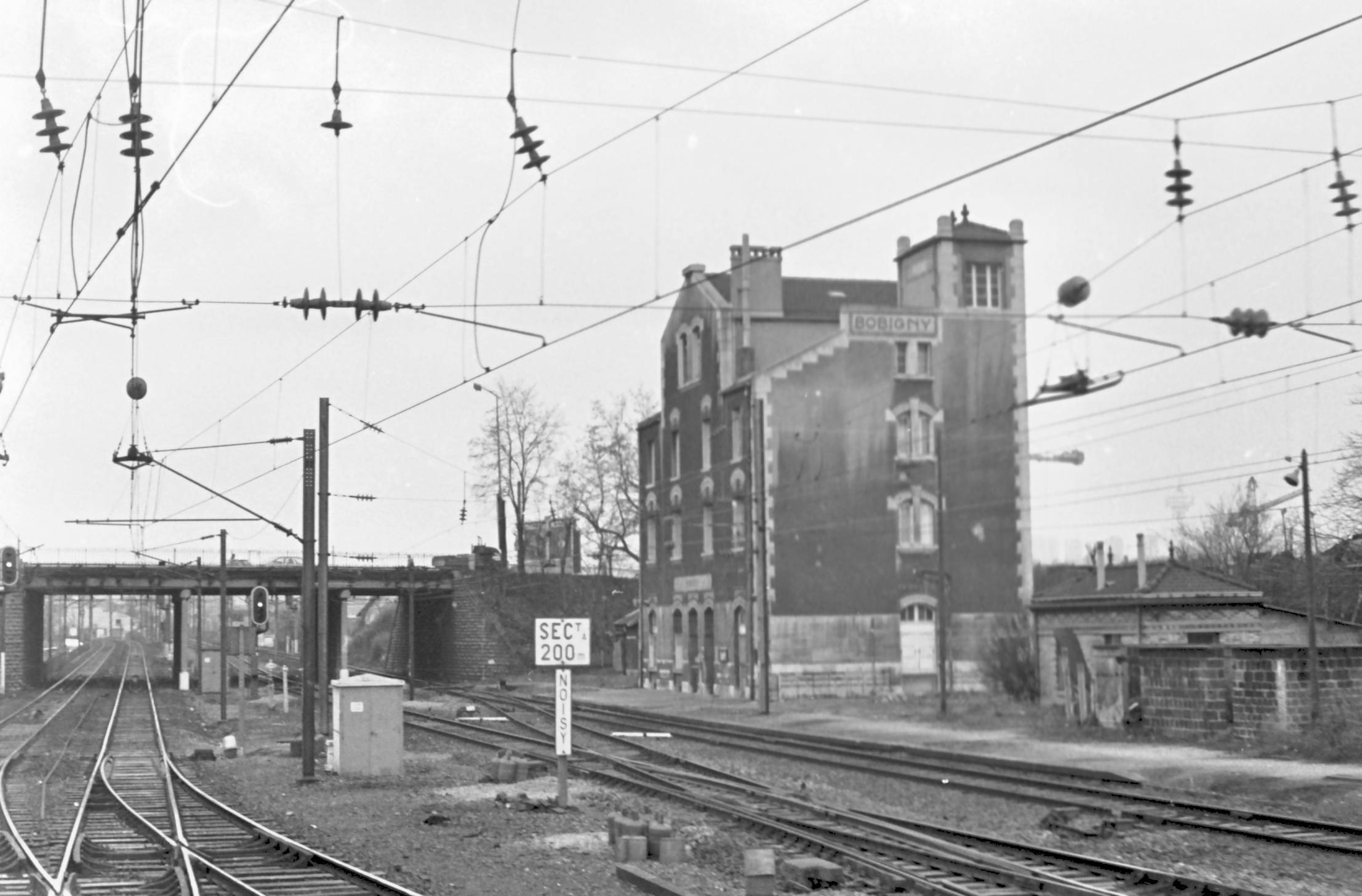
Unter Denkmalschutz stehendes ehemaliges Empfangsgebäude des Bahnhofs an der Grande Ceinture (1984)
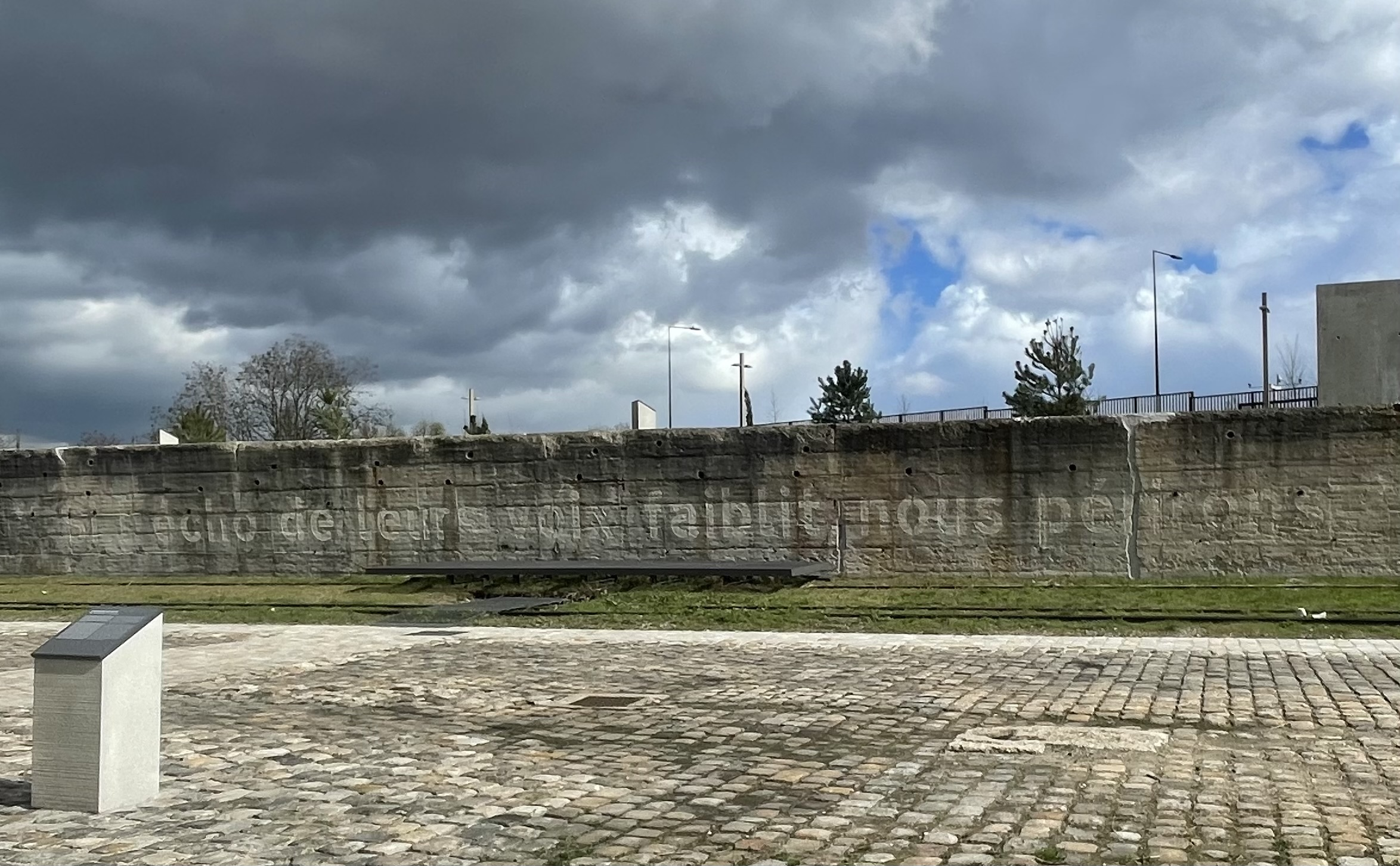
Mauer am alten Bahnhof von Bobigny. Auf der Mauer steht: "Wenn das Echo ihrer Stimmen schwächer wird, werden wir zugrunde gehen"
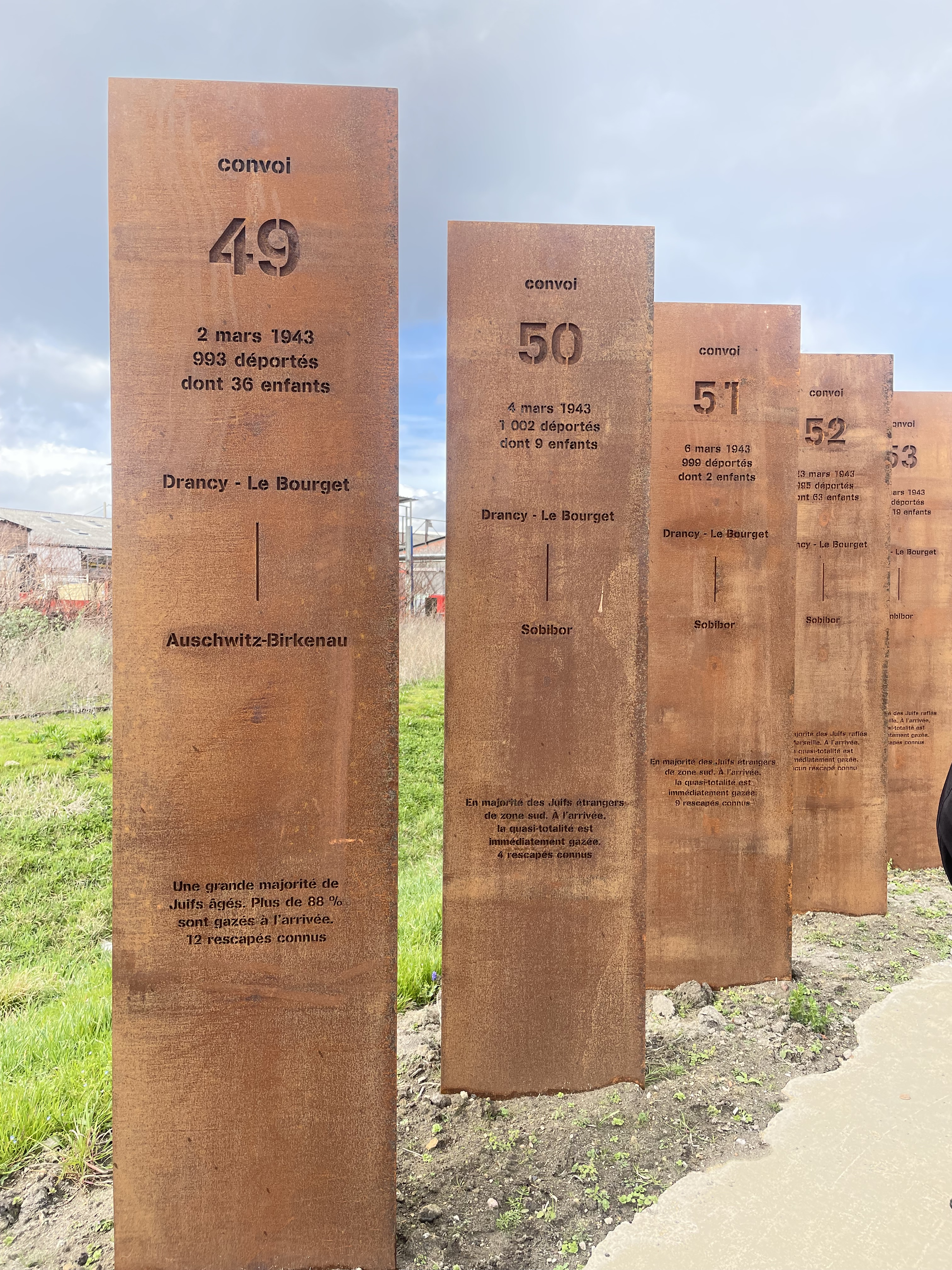
Stelen 49 bis 53 am alten Bahnhof von Bobigny, die die Reihenfolge der Deportationskonvois angeben und ihre Zusammensetzung und ihr Ziel beschreiben
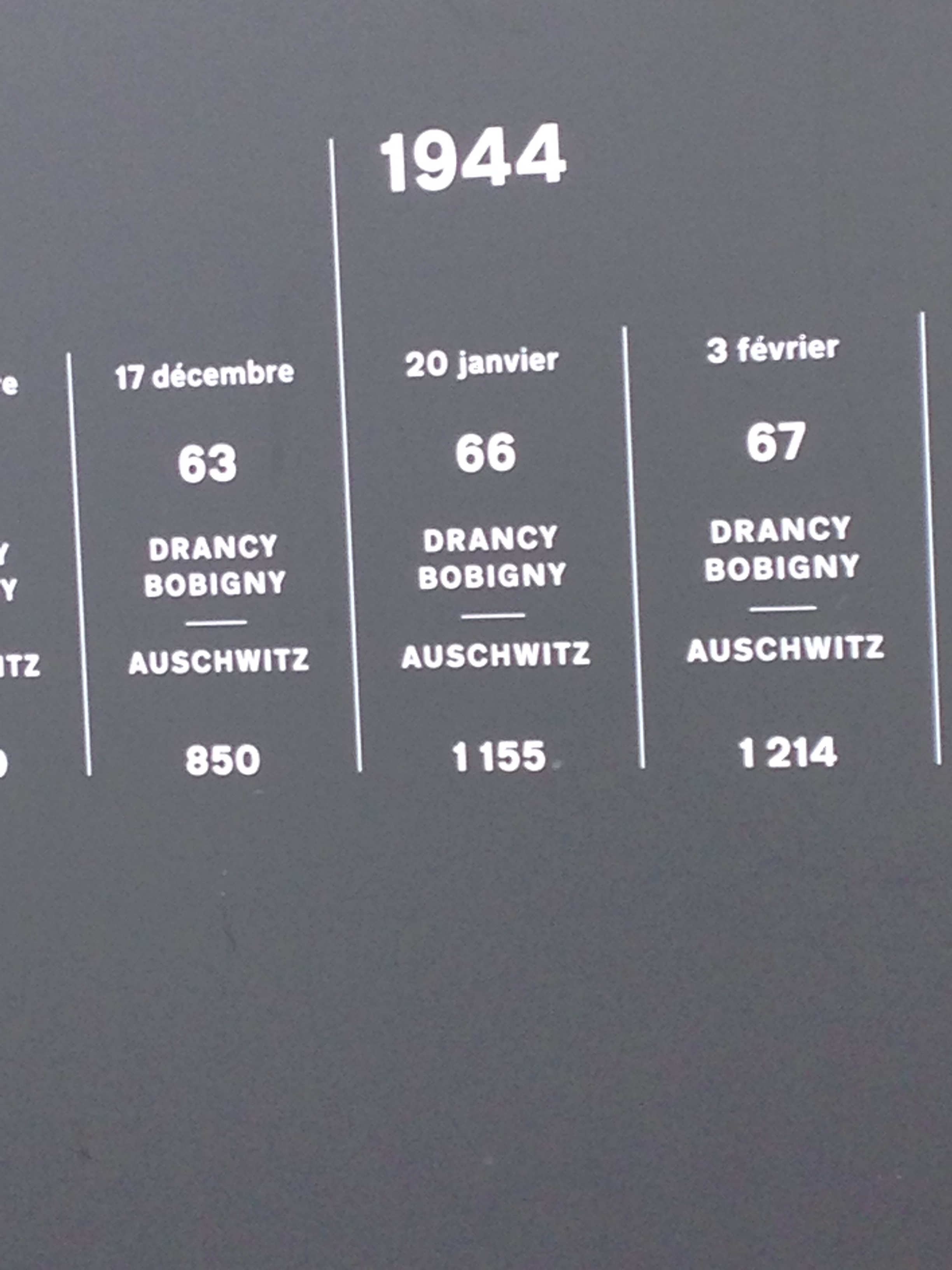
Detailansicht der Zeitleiste der Deportationskonvois aus Frankreich in die Vernichtungslager. Der Fries ist im Bahnhof von Bobigny aufgestellt.
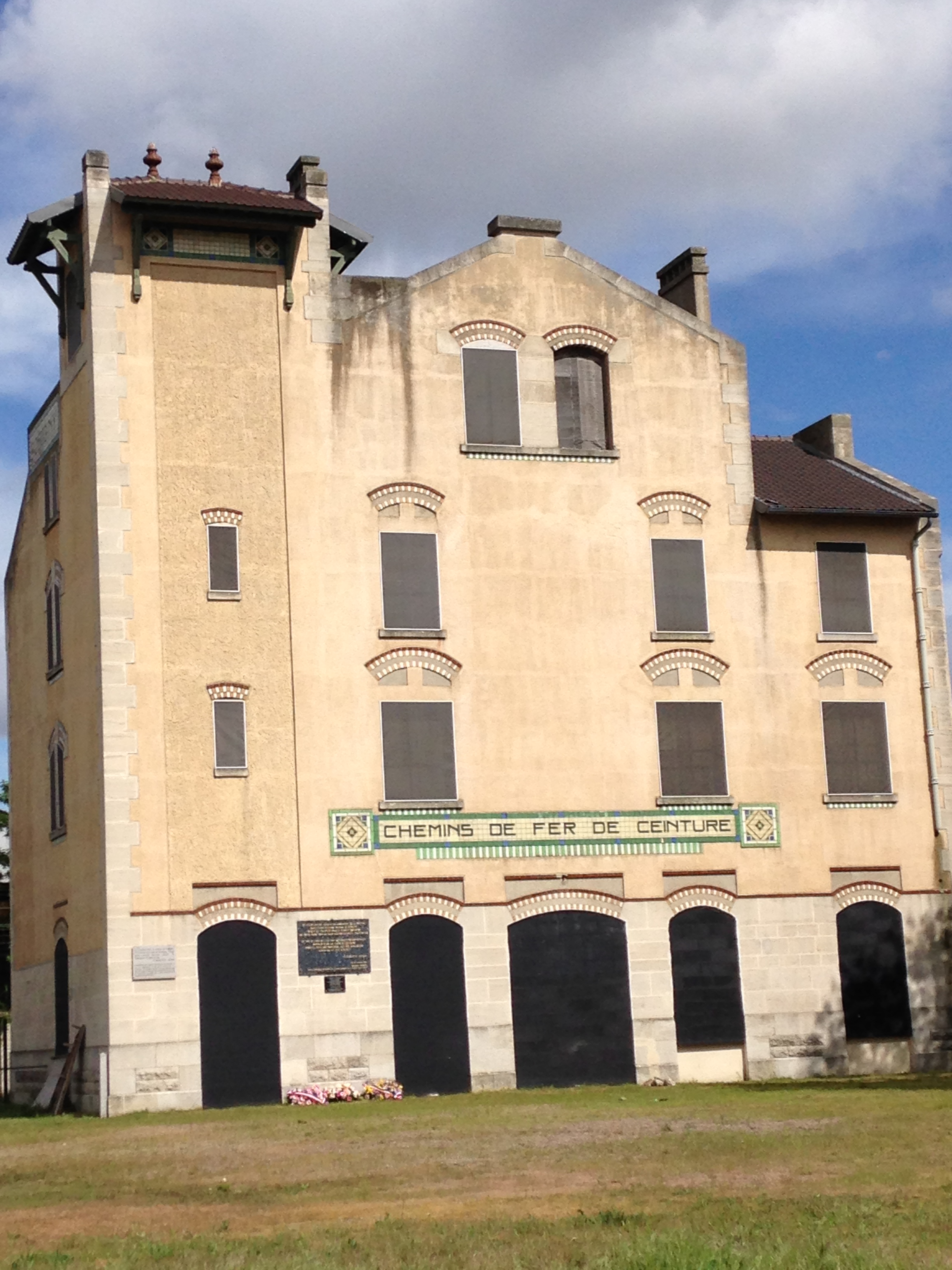
Aktuelle Ansicht des Empfangsgebäudes

## Partnerstädte
- Serpuchow (Russland)
- Potsdam (Deutschland)

## Persönlichkeiten
- Der Sänger Jacques Brel (1929–1978) starb hier.
- Der Boxer Jean-Marc Mormeck (* 1972) wuchs hier auf.
- Der Tennisspieler Gaël Monfils (* 1986) wuchs hier auf.
- Die Sängerin Wallen (Nawell Azzouz) (* 1978), der Rapper Ménélik (* 1970) und der Reggaesänger Tonton David (1967–2021) wuchsen hier auf.
- Die Sprinterin Muriel Hurtis (* 1979) wurde hier geboren.
- Der Fußballer Charles Itandje (* 1982) wurde hier geboren.
- Die Autorin Faïza Guène (* 1985) wurde hier geboren.
- Der Fußballspieler Habib Bellaïd (* 1986) wurde hier geboren.